# فیبی داینور
فیبی داینور (انگلیسی: Phoebe Dynevor؛ زادهٔ ۱۷ آوریل ۱۹۹۵) بازیگر اهل بریتانیا است. وی از سال ۲۰۰۶ میلادی تاکنون مشغول فعالیت بوده‌است.
از فیلم‌ها یا برنامه‌های تلویزیونی که وی در آن نقش داشته‌است می‌توان به جوان‌تر، بریجرتون اشاره کرد.